# Zilveren presentatieschotel
De Zilveren presentatieschotel is een zilveren schotel die als geschenk bij een doopfeest werd geschonken. Ze werd in 1679-1680 in een zilversmederij in de Belgische stad Doornik vervaardigd.

## Iconografie
Deze zilveren schotel is versierd met bloemmotieven of taferelen uit de mythologie. Ook in Antwerpen werden dergelijke schotels vervaardigd.

## Achtergrond
Voor Doornik is deze presentatieschotel belangrijk omdat het het enige 17e-eeuwse exemplaar is dat bewaard bleef.

## Geschiedenis
De schotel werd in 2015 door het Fonds Comte Thierry de Looz-Corswarem, onder beheer van het Erfgoedfonds van de Koning Boudewijnstichting aangekocht. Het wordt bewaard in het Museum voor Edelsmeedkunst in het Kasteel van Seneffe.